# 사카리아 전투
사카리아 전투(튀르키예어: Sakarya Meydan Muharebesi, lit. 'Sakarya Field Battle') 또는 산가리오스 전투(그리스어: Μάχιτου Σαγγαριου, 로마자 표기: Máchi tou Sangaríou)는 그리스-튀르키예 전쟁 (1919–22년)의 중요한 교전이었다.
전투는 1921년 8월 23일부터 9월 13일까지 21일 동안 진행되었으며, 현재 앙카라주의 한 지역인 폴라틀리(Polatlı) 바로 근처의 사카리아강 유역 근처에서 벌어졌다. 전투선은 100km(62마일) 이상 뻗어 있었다.
튀르키예에서는 장교의 사상자율(70~80%)이 비정상적으로 높기 때문에 장교 전투(튀르키예어: Subaylar Savaşı)로도 알려져 있다. 나중에 케말 아타튀르크는 멜하메-이 쿠브라(Melhame-i Kübra, 아마겟돈에 해당하는 이슬람 용어)라고도 불렀다.
사카리아 전투는 튀르키예 독립 전쟁의 전환점으로 간주된다. 튀르키예의 관찰자, 작가, 문학 평론가인 이스마일 하비프 세부크(Ismail Habip Sevük)는 나중에 다음과 같은 말로 전투의 중요성을 설명했다.
1683년 9월 13일 비엔나에서 시작된 후퇴는 238년 후에야 중단되었다.